# Пунги
Пу́нги — капсульный духовой музыкальный инструмент с одинарной тростью. Используется в Индии для исполнения традиционной музыки и в практике заклинания змей.

## Конструкция
Инструмент состоит из резонаторной камеры с мундштуком и двумя трубками — мелодической и бурдонной. Резонатор изготавливают из высушенной тыквы, а трубки из бамбука. Язычки (трости) сделаны из конского волоса, соломы или других материалов. На каждую трубку приходится отдельный язычок.

## Техника игры
С помощью бурдонной трубки исполняют только одну долгую ноту, которая служит аккомпанементом основной мелодии, исполняемой на мелодической трубке.
Мелодии на пунги исполняются без пауз, для этого используется техника непрерывного дыхания: воздух вдыхается в нос и одновременно быстро выталкивается через рот движением щёк или языка.

## Дополнительные факты
- Слово «пунги» означает просто «трубка».
- Этот инструмент также называют тумба, махуди, бин[2].